# Medetera xerophila
Medetera xerophila är en tvåvingeart som beskrevs av Wheeler 1899. Medetera xerophila ingår i släktet Medetera och familjen styltflugor. Inga underarter finns listade i Catalogue of Life.